# Веснянки

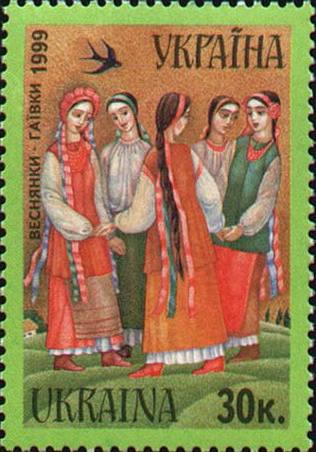
Веснянки. Поштова марка України

Весня́нки (гаївки, гагілки, ягілки, ягівки, риндзівки, городальки) — назва старовинних слов'янських обрядових пісень, пов'язаних з початком весни і наближенням весняних польових робіт.
В українській фольклористиці на означення цих пісень уживають термін «веснянки» (як узагальнюючу назву цих пісень), однак на практиці існують їх різноманітні місцеві визначення. Вони походять від термінів традиційного виконання («весна», «вєснавиє», «постові», «на Благовіщення», великодні, «на Юр'я», «Тройца», «троєшниє» тощо), призначення («весну закликаєм»), способу виконання («танок», «корогод», «у кружка», «кривий танок» та ін.) або від місця проведення весняних ритуальних дійств («гаївки», «гагілки», «огульки», «рогульки», «риндзівки» тощо.).

## Історія

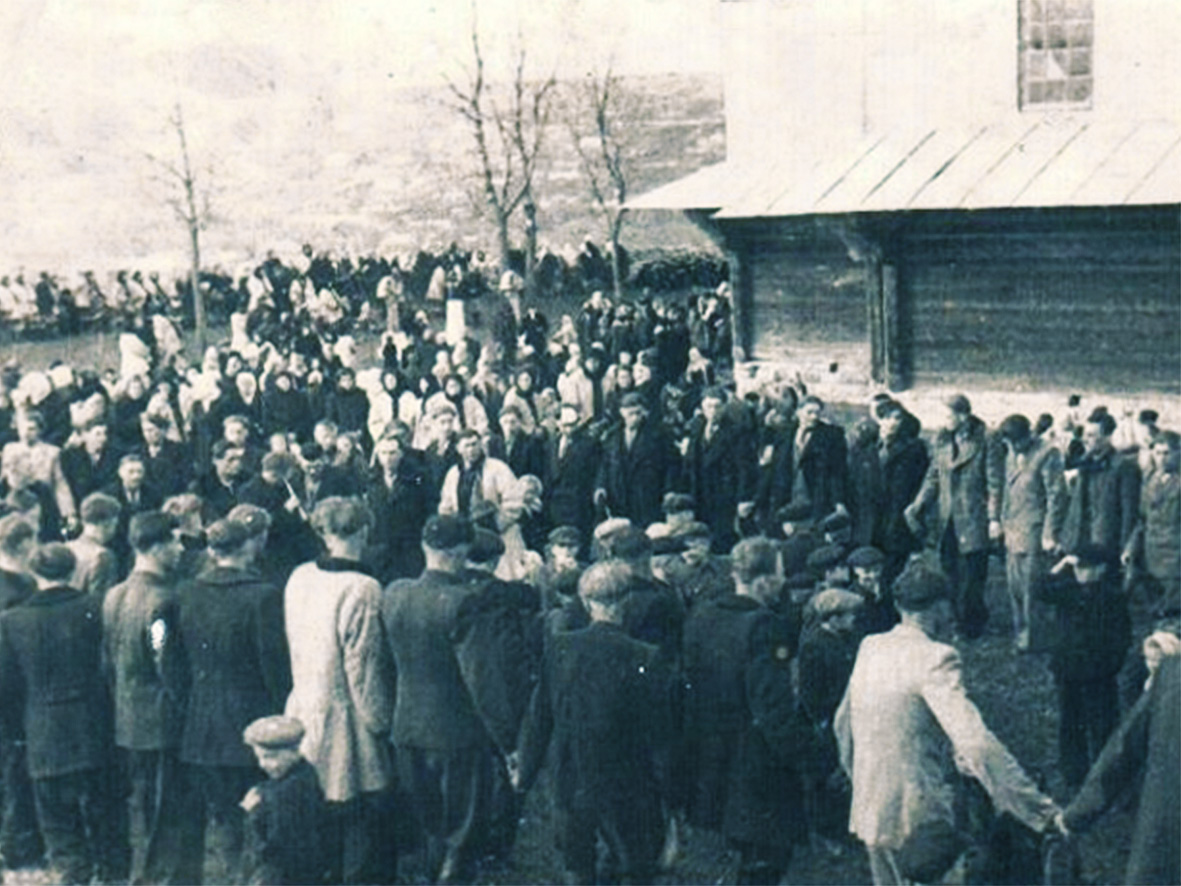
Великодній танок, гаївка сербен, село Чортовець

У давніх слов'ян рік починався весною, березневе літочислення зберігалося до 1409 року (за цим літочисленням Нестор-літописець розпочав «Повість врем'яних літ»). Новий рік починався з відродженням навколишньої природи і з пробудженням матері-землі від зимового сну, з першою оранкою і сівбою. Весну зустрічали радісно й пишно, з піснями, танцями, іграми. Ці пісні назвали веснянками.
Згодом, за часів християнства, у ході боротьби церкви проти язичництва, а також із забороною будь-яких розваг і світських співів у піст, у деяких регіонах веснянки стали співати на Великодні свята. У XX ст. на Західному Поліссі (Пінщина) ритуал вигнання Зими проводили на Великдень. На Поділлі, очевидно, тому, що весна у Великодній час уже повністю вступає в свої права, взагалі відпала необхідність її закликати — отже, акцент у весняних ритуалах перейшов у хороводно-ігрову сферу.

## Загальний опис
Найдавнішою функцією веснянок є магічне закликання Весни як міфологічної сутності, пов'язаної з «тим» світом. Такі веснянки називаються закличками. Щоправда, у текстах збереглося мало словесних мотивів і елементів, безпосередньо пов'язаних з весною чи закликанням весни. Очевидно, магічний сенс архаїчної ритуальної дії і самих пісень уже давно забутий. І все-таки в деяких районах України (передусім у Середньому Поліссі) досі трапляються ознаки й цілі фрагменти прадавніх язичницьких весняних текстів. До них належать:
— звернення до Весни («Ой весно, весно, весняночко, де твоя дочка паняночка?», «Ой ти весна, весна, що ти нам принесла?», «Ой весна, весна, чом вгору пошла?», «Весняночка-паняночка, де ти зимувала?» та ін.);
— фігурування в текстах пір року — весни, зими, літа — у ролях дійових персонажів пісенного сюжету («Ой Зима з Літом стрекається, про здоров'єчка питається»);
— наявність таких сюжетних мотивів, що мають, вочевидь, язичницьке міфологічне коріння. У них головними образами є верба, калина, дуб, явір та інші давні тотемні рослини, зв'язок яких із сакральним світом проглядає в давніх чарівних казках, повір'ях, календарних та родинних ритуалах. У веснянкових текстах ці антропоморфні персонажі дійсно поводять себе як люди — любляться, благають, ревнують, сумують;
— форма словесного звернення до весни — обов'язковий повтор імені. Це є безперечною прикметою того, що заклик адресований об'єктові (чи, навпаки, суб'єктові), який перебуває на далекій відстані;
— попереднє звернення до Бога з проханням дозволити («благословити») обряд закликання й величання весни. Напевно, за часів язичництва це прохання було адресоване до верховного поганського бога або до якихось міфічних істот («Володар, одчиняй ворота!»). Цікаво, що в кількох зразках веснянок із Середнього Полісся звернення починається тією самою фразою — «Ой дай, Боже», що фігурує і в приспівах «класичних» колядок.
На закличну роль таких веснянок указують також умови їх виконання: їх завжди намагалися відтворити на якомусь підвищенні або там, де звук міг за допомогою самої природи підсилюватися, віддзеркалюватися і розноситися на значні відстані. Для цього дівчата підіймалися на гірку, на місток, вилазили на паркан або високе дерево, копицю сіна чи навіть на дах.
Окрім того, ритуально ефективними місцями виконання веснянок уважалися ті, "де проходила границя між «своїм» і «чужим» світом: у полі, на березі річки, поруч із кладовищем, біля господарських будівель. Спосіб виконання веснянок теж яскраво підтверджує їхнє ритуальне призначення — співачки інтонували мелодію пронизливо, майже криком, у дуже високій теситурі, до того ж підсилюючи в акустичному спектрі голосів високі обертони, що забезпечували особливу летючість звука. Потужним засобом архаїчного звернення до божества було традиційне гукання наприкінці, а іноді й посередині строфи.
Друга функція традиційних весняних наспівів — хороводно-ігрова — найяскравіше виявлялася під час Великодніх свят і охоплювала кілька напрямів, що колись, можливо, існували окремо, але згодом об'єдналися в різних комбінаціях.
З усіх видів календарно-звичаєвої обрядовості веснянки позначені найрозмаїтнішими музично-поетичними засобами.
Веснянки співаються майже завжди одночасно з танцями та іграми, які мають «закликати» весну та добрий урожай.
Існують і паралельні назви: на Поліссі — маївки, магівки, у західних регіонах України веснянки називають гагілками, гаївками, зокрема на Старосамбірщині — городальками, а на Яворівщині — риндзівками, на Волині — рогульки. Мелодії веснянок побудовані на багаторазовому повторенні однієї-двох поспівок у межах невеликого діапазону.
У давніх слов'ян був звичай, зустрічаючи весну, виганяти, ховати або топити зиму. Для цього робили з соломи опудало, одягали його в людську одежу, співали над ним пісні, а потім роздягали, топили, палили або рубали. Після спалення попіл кидали у воду.
Різновидом веснянок є гаївки — твори усної народної словесності, якими супроводжувались обрядові дійства, весняні ігрища та святкування, що відбувались у гаях, лісах чи поблизу водоймищ. С. Килимник заперечує думку О. Петрицького про те, що термін «гаївка» походить від назви індійського свята весни «гулі» або «голі». Він відстоює думку, висловлену вперше В. Гнатюком, що «гаївка» походить від «гай» — місця проведення язичницьких оргій та забав, звідси — часті рефрени типу «гай-гай», «ой, гай», «гаю-гаю» та інше.
Дехто з дослідників не поділяє такої думки, оскільки поряд з терміном «гаївка» існував цілий ряд інших назв цього жанру, що побутували паралельно на різних територіях. М. Грушевський, зокрема, подає такі: «ягівка», «гаілка», «гагілка», «ягілка», «магілка», «галанівка», «лаголайка» та інші. Ф. Колесса вважає, що відмінність гаївок полягає в тому, що вони виконувались тільки у час великодніх свят, а веснянки, на його думку, «обіймають крім гаївкових ігор, ще й цілий цикл весняних пісень, які співаються вже від Благовіщення цілу весну… але в деяких сторонах (Поділля, Холмщина, Підлісся) вживають паралельно обох назв». В. Гнатюк висловив думку, що «не кожну веснянку можна зачислити до гаївок, хоч кожна гаївка є веснянкою».

## Класифікація
- розвійні веснянки;
- любовно-еротичні веснянки;
- шлюбні веснянки;
- сатиричні веснянки;

Різновиди веснянок за Орисею Голубець:
- закличні — закликається прихід весни. До них також відносять волинсько-підляські «рогульки»;
- хороводні — вітання, величання приходу весни;
- гаївки — пов'язані з Великодніми святами за часом виконання;
- юріївські;
- царинні;
- русальні (тройцькі) та кустові.

## Мотиви
- космогонічні — в гаївках — найдавніші мотиви;
- вегетаційно-господарська тема — одна із значущих, пов'язана з тим, що людина дбаючи про добрий урожай, намагалася впливати на природу за допомогою аграрної магії;
- любовно-шлюбна тематика;
- гаївки з відгомоном історичного буття.

## Приклади гаївок

#### Красна дівонька сад підмітала
Красна дівонька сад підмітала, сад підмітала –
Вже й Христос, вже й воскрес!
Вже й воістину, вже й воскрес!
Сад підмітала, грядку копала, грядку копала –
Вже й Христос, вже й воскрес!
Вже й воістину, вже й воскрес!
Грядку копала, вино садила, вино садила –
Вже й Христос, вже й воскрес!
Вже й воістину, вже й воскрес!
Вино садила і говорила, і говорила –
Вже й Христос, вже й воскрес!
Вже й воістину, вже й воскрес!
Рости виноньку в гору високу, в гору високу –
Вже й Христос, вже й воскрес!
Вже й воістину, вже й воскрес!
В гору високу, в корінь глибоку, в корінь глибоку –
Вже й Христос, вже й воскрес!
Вже й воістину, вже й воскрес!
В корінь глибоку, жовту зродило, жовту зродило –
Вже й Христос, вже й воскрес!
Вже й воістину, вже й воскрес!
Жовту зродило, синьов зацвило, синьов зацвило –
Вже й Христос, вже й воскрес!
Вже й воістину, вже й воскрес!

#### Гусар гуси ганяє
Гусар гуси зганяє, зганяє, та й на хлопців моргає, Гой-я, го-я-я, та й на хлопців моргає.
Ой ви, хлопці-молодці, перекажіть дівочці, Гой-я, го-я-я, перекажіть дівочці.
Най ся вона віддає, віддає, вона мене не діжде, Гой-я, го-я-я, вона мене не діжде.
Накопала коріння, коріння, з-під білого каменя, Гой-я, го-я-я, з-під білого каменя.
Полокала на ріці, на ріці, зчарувала всіх хлопців, Гой-я, го-я-я, зчарувала всіх хлопців.
Та й кинула до жару, до жару, кипить корінь помалу, Гой-я, го-я-я, кипить корінь помалу.
А ще корінь не скипів, не скипів, а вже гусар прилетів, Гой-я, го-я-я, а вже гусар прилетів.
Чось до мене прилетів, прилетів?
Як іс мене не хотів.
Гой-я, го-я-я, як іс мене не хотів.
Якби тебе не хотів, не хотів, то б до тебе не летів, Гой-я, го-я-я, то б до тебе не летів.
А що ж тебе принесло, принесло? Ой чи човен, чи весло?
Гой-я, го-я-я, ой чи човен, чи весло?
Привіз мене сивий кінь, сивий кінь, до милої на поклін, Гой-я, го-я-я, до милої на поклін.

#### Подоляночка
Десь тут була Подоляночка, Десь тут була молодесенька, Тут вона стояла, До землі припала, Сім літ не вмивалась, Бо води не мала.
Ой встань, встань, Подоляночко
Умий личко, як ту скляночку, Візьмися за бочки, Покажи нам скочки, Підскочи до раю, Бери ту, що скраю.

#### Чижик
«Чижику, чужику, пташку маленький
Скажи нам, скажи нам, як сіють мак?»
Отак-так, отак-так, так сіють мак!
Отак-так, отак-так, так сіють мак!
«Чижику, чужику, пташку маленький
Скажи нам, скажи нам, як полють мак?»
далі: як росте мак; як цвіте мак;
як ріжуть мак; як їдять мак.